# François Lonseny Fall

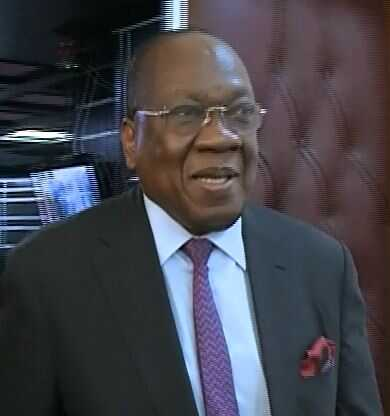
François Lonseny Fall

François Lonseny Fall (* 1949 in Kankan) war 2004 kurzzeitig Premierminister von Guinea und war von 2002 bis 2004 und 2012 bis 2016 Außenminister seines Landes. Seit November 2016 war er kommissarischer Leiter und ist seit Februar 2017 UN-Sonderbeauftragter sowie Leiter des Regionalbüros der Vereinten Nationen für Zentralafrika UNOCA (United Nations Regional Office for Central Africa).

## Leben
Fall gehört zu den Malinke und stammt aus Kankan im Osten des Landes. Die Familie seines Vaters stammte aus dem Senegal. 1976 machte er seinen Abschluss in Rechtswissenschaft an der Universität von Conakry und gehörte von 1977 bis 1979 Assistenzprofessor an der Fakultät für Recht. Danach schlug er eine diplomatische Laufbahn ein und war in den Jahren 1982 bis 1990 an den diplomatischen Vertretungen Guineas in Paris, New York, Lagos und Kairo. 1996 wurde er Direktor im Außenministerium und seit dem Jahr 2000 Botschafter bei den Vereinten Nationen.
Seit dem 10. Juni 2002 war er in der Regierung von Lamine Sidimé Außenminister von Guinea. Während seiner Amtszeit vertrat er sein Land im Weltsicherheitsrat, dem Guinea 2002 und 2003 als nichtständiges Mitglied angehörte, während der Debatten im Vorfeld des Irakkrieges. Im Monat des Kriegsbeginns im März 2003 war er Präsident des Weltsicherheitsrates.
Nach dem Rücktritt Sidimés am 23. Februar 2004 wurde er vom seit 1984 amtierenden Präsidenten Lansana Conté zum Nachfolger als Premierminister ernannt. Das Amt des Außenministers übernahm daraufhin Mamady Condé, während Kiridi Bangoura Innenminister wurde. Am 30. April 2004 trat er zurück, ging mit seiner Familie überraschend ins Exil und beschuldigte den Präsidenten, ihn an der Sanierung der Wirtschaft zu hindern. Zudem fühlte er sich persönlich bedroht. Sein Posten blieb zunächst unbesetzt, erst am 10. Dezember 2004 wurde der bisherige Minister für Landwirtschaft und Fischerei Cellou Dalein Diallo zum neuen Regierungschef ernannt.
UN-Generalsekretär Kofi Annan berief ihn im März 2005 zu seinem Sondergesandten für Somalia. In dieser Eigenschaft war er für das Political Office for Somalia (UNPOS) in Nairobi zuständig. In den folgenden Monaten bestand seine Aufgabe darin, zwischen der somalischen Übergangsregierung und den diversen Bürgerkriegsparteien zu vermitteln.
Am 5. Oktober 2012 wurde er im mittlerweile demokratisierten Guinea nach einer Kabinettsumbildung erneut Außenminister, während Mouramani Cissé Sicherheitsminister wurde. Nachdem Premierminister Mohamed Saïd Fofana am 15. Oktober 2014 zunächst zurückgetreten war, wurde dieser am 18. Oktober von Präsident Alpha Condé abermals zum Premierminister berufen. Fofana stellte am 20. Januar 2014 seine neue Regierung vor, der Mohamed Diaré als neuer Finanzminister angehörte, während François Lonseny Fall Außenminister und Madifing Diané Sicherheitsminister blieb. Im Januar 2016 löste Makalé Camara ihn als Außenminister ab.
Im Anschluss war Fall zwischen Januar und Oktober 2016 stellvertretender Vorsitzender der Kommission zur Überwachung und Bewertung des Friedensabkommens für den Südsudan. Am 14. Oktober 2016 wurde er als Nachfolger des aus dem Senegal stammenden Abdoulaye Bathily von UN-Generalsekretär Ban Ki-moon zum kommissarischen UN-Sonderbeauftragten sowie Leiter des Regionalbüros der Vereinten Nationen für Zentralafrika UNOCA (United Nations Regional Office for Central Africa) ernannt. Am 21. Februar 2017 wurde er von UN-Generalsekretär António Guterres formell in diese Ämter berufen.